# William Morris

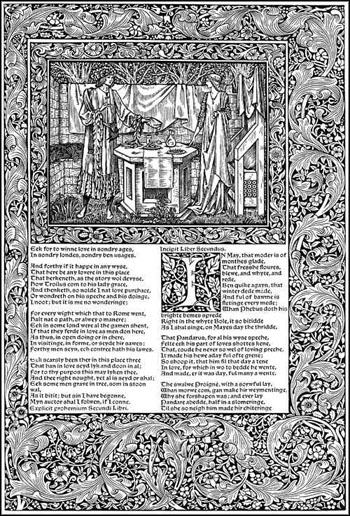
Strona z Troilus and Criseyde Chaucera zaprojektowana przez Morrisa, z ilustracją Burne-Jonesa (1896)

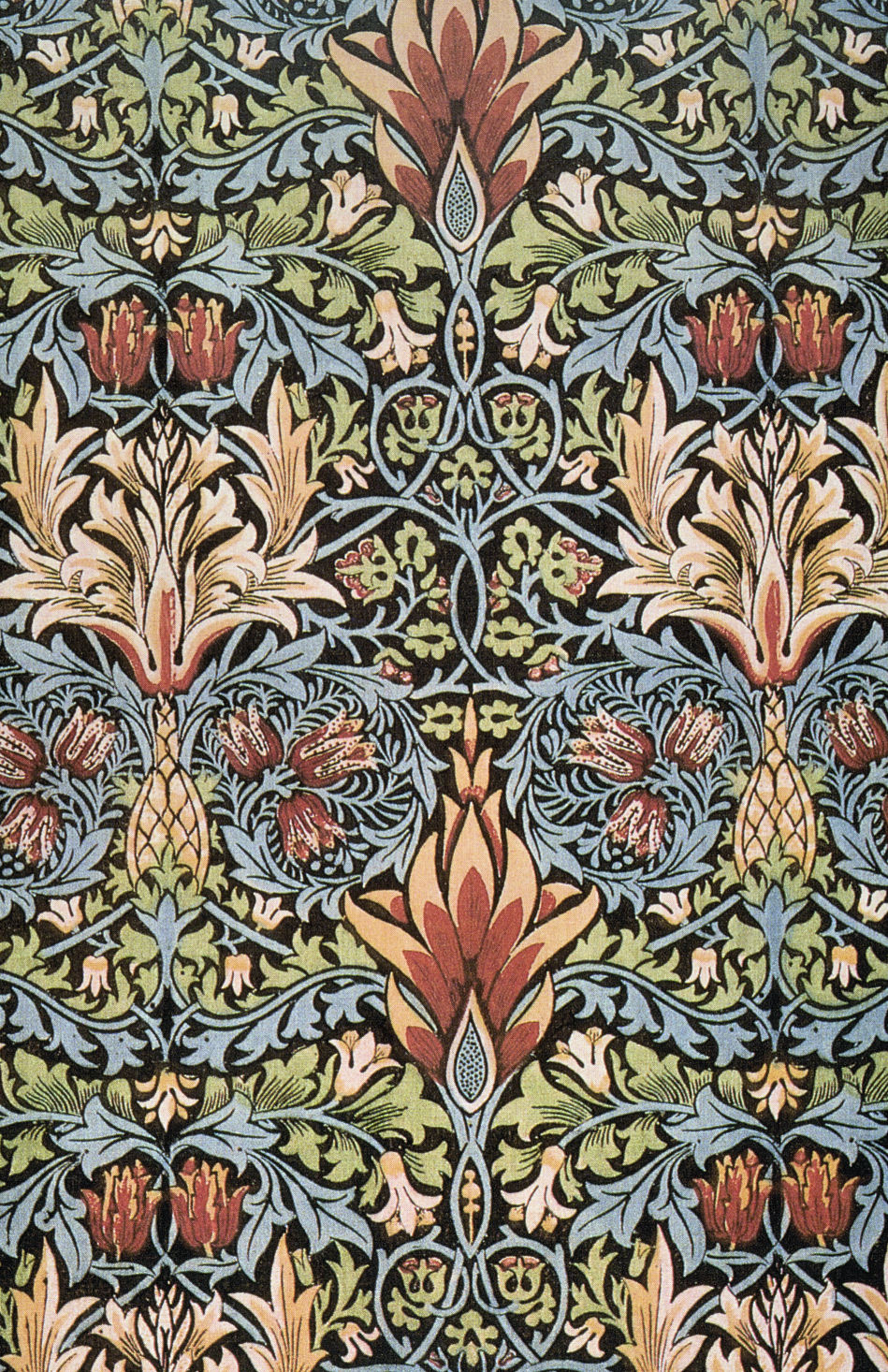
Tkanina zaprojektowana przez Morrisa (1876)

William Morris (ur. 24 marca 1834 w Walthamstow, zm. 3 października 1896 w Kelmscott Manor w Londynie) – angielski malarz, rysownik, architekt, projektant, pisarz i poeta pochodzenia walijskiego. Członek drugiego bractwa prerafaelitów. Współtwórca Socialist League (1884) i Arts and Crafts Movement.

## Życiorys
Wierzył w nastanie złotego wieku, kiedy przemysłowców zastąpią artyści, którzy wszystkim pracującym ofiarują szczęście i miłość Piękna. Żył w zgodzie ze swoimi teoriami, różnorodną działalnością starając się je szerzyć i stosować. Urodził się w zamożnej rodzinie. W młodości wiódł życie amatora sztuki. Bardzo wcześnie doszedł do przekonania, że przemysłowa cywilizacja przynosi brzydotę. Pierwszy zwrócił uwagę na znaczenie środowiska i konieczność polepszenia warunków życia robotników. Uważał maszynę i produkcję przemysłową za nieszczęście i porzucił Londyn, żeby zamieszkać na wsi.
Obrazy Burne-Jonesa, z którym zaprzyjaźnił się w Oxfordzie, zrobiły na nim tak wielkie wrażenie, że porzucił studia architektoniczne dla malarstwa. Razem z Philipem Webbem zbudował sobie dom w pobliżu Londynu, Red House, z czerwonej cegły miejscowej i wedle planu, który uzależniał strukturę fasady od funkcjonalnego układu pomieszczeń wewnętrznych. Był to pierwszy etap prowadzący do Art Nouveau. Drugi wiąże się z powstaniem w Londynie firmy Morris, Marshall, Faulkner and Co. pod szyldem „Fine Art Workmen in Painting, Carving, Furniture and the Metals” w 1861. W sklepie tej firmy znajdowało się wszystko, co służy do dekoracji wnętrza. Celem było uprzystępnienie publiczności użytkowych dzieł sztuki. Do przedsięwzięcia dołączyli się Rossetti, Burne-Jones i inni. Morris projektował tapety, tkaniny, meble, szkła artystyczne.
Morris odnowił także sztukę graficzną. Jego pomysłu jest nowa czcionka zwana „Golden Type,” upiększał też książki zdobiąc ich marginesy arabeskami, esami-floresami, liniami, na wzór iluminowanych manuskryptów średniowiecznych. Swoje zasady wyłożył w książce Sztuki dekoracyjne, ich związki z życiem współczesnym. Zainteresował się książką jako przedmiotem użytkowym i zaprojektował nową formę książki: 2 typy stron (zdobione na czarnym tle białymi elementami lub białe tło i czarna ilustracja), stosował druk biało-czarny, ale czasem łączył z czerwienią; zniwelował wolne przestrzenie w książce (tekst umieszczony w bogato zdobionej ramce, inicjały).
Jako poeta był przede wszystkim autorem monumentalnego poematu The earthly paradise (Raj ziemski), nawiązującego do Opowieści kanterberyjskich Geoffreya Chaucera. Tłumaczył też bądź parafrazował staroskandynawskie (islandzkie) pieśni i sagi. Żeby lepiej zrozumieć średniowieczne utwory, udał się nawet do ojczyzny ich autorów, czyli na Islandię. Owocem islandzkich fascynacji Morrisa był między innymi poemat The Story of Sigurd the Volsung and the Fall of the Niblungs.

## Wybrane publikacje
- The Defence of Guinevere, and other Poems (1858)
- The Life and Death of Jason (1867)
- The Earthly Paradise (1868–1870)
- Love is Enough, or The Freeing of Pharamond (1872)
- The Story of Sigurd the Volsung and the Fall of the Nibelungs (1876)
- Hopes and Fears For Art (1882)
- A Dream of John Ball (1886)
- The House of the Wolfings (1888)
- The Roots of the Mountains (1889)
- News from Nowhere (or An Epoch of Rest) (1890), polskie tłumaczenie autorstwa Wojciecha Szukiewicza: Wieści z nikąd czyli Epoka spoczynku (1902)
- The Story of the Glittering Plain (1890)
- The Well at the World’s End (1892)
- The Wood Beyond the World (1895)
- The Water of the Wondrous Isles (1896)
- The Sundering Flood (1898)